# Clemens Schick
Clemens Schick (Tübingen, 15 februari 1972) is een Duits acteur.

## Biografie
Schick speelde zijn eerste bekende rol in de film Enemy at the Gates in 2001. In 2006 had hij een rol in Tatort. In datzelfde jaar speelde hij een kleine rol in Casino Royale. In 2011 speelde hij mee in de erotische kortfilm Hotel Desire, die door crowdfunding tot stand kwam. In hetzelfde jaar speelde hij een bijrol in Largo Winch 2.

## Filmografie

### Films
- 2001: Enemy at The Gates
- 2006: Casino Royale
- 2006: Aufrecht Stehen (korte film)
- 2008: Das Wunder von Berlin
- 2009: Jedem das Seine
- 2010: Cindy liebt mich nicht
- 2010: Transit
- 2011: Largo Winch II
- 2011: Hotel Desire (korte film)
- 2012: Das Kind
- 2012: D’Schatzritter an d’Geheimnis vum Melusina
- 2012: Du hast es versprochen
- 2014: Praia do Futuro
- 2014: Besser als Nix
- 2014: Das finstere Tal
- 2015: 4 Könige
- 2015: Point Break
- 2016: Stille Reserven
- 2016: Collide
- 2016: Mann im Spagat – Pace, Cowboy, Pace
- 2017: Overdrive
- 2017: Renegades
- 2017: Es war einmal Indianerland
- 2018: Verlorene
- 2019: Kidnapping Stella
- 2020: Sergio
- 2022: Servus Papa, See You in Hell
- 2023: Dogman
- 2023: The Hunger Games: The Ballad of Songbirds & Snakes

### Televisie
- 2001: Ein starkes Team: Der schöne Tod (televisieserie)
- 2001–2007: Ein Fall für zwei (televisieserie, diverse rollen, 4 afleveringen)
- 2006: Tatort: Gebrochene Herzen (televisieserie)
- 2006: Das Duo: Unter Strom (televisieserie)
- 2008: Unschuldig (televisieserie, 12 afleveringen)
- 2008: Ich liebe den Mann meiner besten Freundin
- 2009: Killerjagd. Töte mich, wenn du kannst
- 2010: Das Geheimnis der Wale (televisie-tweedeler)
- 2010: Killerjagd. Schrei, wenn du dich traust
- 2011: Nachtschicht – Reise in den Tod (televisieserie)
- 2012: Mord in Ludwigslust
- 2012: Die Jagd nach dem Bernsteinzimmer
- 2013: Le vol des cigognes (televisie-tweedeler)
- 2013: Rosa Roth – Der Schuss (televisieserie)
- 2014: Matador (televisieserie, 1 aflevering)
- 2015: Nachtschicht – Wir sind alle keine Engel
- 2016: Treffen sich zwei
- 2016: Sommernachtsmord
- 2017: Guardians of Heritage – Hüter der Geschichte (televisie-driedeler)
- sinds 2017: Der Barcelona-Krimi (televisieserie)
  - 2017: Über Wasser halten
  - 2017: Tod aus der Tiefe
  - 2020: Entführte Mädchen
  - 2020: Blutiger Beton
  - 2022: Der längste Tag
  - 2022: Der Riss in allem
  - 2023: Absturz
- 2018: Tannbach – Schicksal eines Dorfes (televisieserie, 3 afleveringen)
- 2018: Dengler: Fremde Wasser (televisieserie)
- 2018–2019: Arctic Circle – Der unsichtbare Tod (televisieserie, 9 afleveringen)
- 2020: Das Boot (televisieserie, 6 afleveringen)
- 2021: Tatort: Luna frisst oder stirbt
- 2022: Andor (televisieserie)

## Hoorspelen
- 2013: Helmut Kuhn: Gehwegschäden – Regie: Hannah Georgi (hoorspel – WDR)
- 2023: Kai Grehn: Die Causa Jeanne d’Arc – Regie: Kai Grehn (hoorspel – SWR/ RBB)

- Bibliothèque nationale de France: cb170159121 (data)
- Gemeinsame Normdatei: 137407912
- International Standard Name Identifier: 0000 0001 3303 2306
- Library of Congress Control Number: no2018038187
- Nationale Bibliotheek van Tsjechië: pna2017952286
- Nederlandse Thesaurus van Auteursnamen: 391894978
- Virtual International Authority File: 81603304
- WorldCat: E39PBJkhFcPmYPdVwXFYDRdhHC